# Pineroot River
Pineroot River är ett vattendrag i Kanada.   Det ligger i provinsen Manitoba, i den centrala delen av landet, 2 100 km nordväst om huvudstaden Ottawa. Pineroot River ligger vid sjön Schist Lake.
Trakten runt Pineroot River är nära nog obefolkad, med mindre än två invånare per kvadratkilometer.